# Marvel Heroes
«Marvel Heroes» (с англ. — «Герои Marvel») — игра в жанре MMORPG. После обновления 4 июня 2014 года, выпущенного в честь годовщины игры, именовалась как «Marvel Heroes 2015», а с января 2016 года стала называться «Marvel Heroes 2016». Игра разработана компаниями Gazillion Entertainment и Secret Identity Studios. Игра была официально запущена 4 июня 2013 года. Данная игра закрыла свои сервера и прекратила свое существование 27 ноября 2017 года.

## Сюжет и геймплей
В плане Геймплея «Marvel Heroes» напоминает ролевую игру Diablo II. «Marvel Heroes» основана на F2P-системе: игра условно бесплатна, но имеется внутриигровой магазин в котором можно купить различные предметы за реальные деньги для более комфортной игры.
Как в прочих MMORPG цель игры «прокачка» своего персонажа: игровых персонажей в игре больше 40, максимальный уровень 60. Также имеется возможность сбросить уровень своего персонажа и стать снова персонажем 1 уровня (с условием что ваш персонаж достиг максимального уровня) что даёт доступ к новым возможностям.
В отличие от подавляющего большинства MMORPG, здесь нет разделения на классы, а значит лечить, накладывать различные эффекты и танковать могут только те персонажи у которых есть предназначенные для этого возможности, однако «воскресить» павшего игрока может любой другой игрок, но только с весьма близкого расстояния (что в пылу боя практически невозможно, однако некоторые герои обладают навыками позволяющими «воскрешать» на расстоянии).

### Режимы игры

#### История
Изначально в Marvel Heroes было 8 глав истории. На данный момент их 10. История — основной режим игры, и сосредоточен в основном на выполнение квестов (как на сюжетных, так и на побочных).

#### Локации
Штабы — аналог городов, здесь находятся основные НПС, крафтеры и торговцы. Здесь нельзя использовать большинство умений и предметов.

#### Терминалы
Терминалы — фактически это данжи — линейная локация по всей площади которой рассредоточены противники а в конце находится босс. Терминалы разделяются на 4 типа:

Зелёные терминалы — обладают сложностью достаточной для прохождения в одиночку.

Красные терминалы — обладают повышенной сложностью, прохождение в одиночку довольно трудное.

Космические терминалы — противники чуть сильнее чем в зелёных терминалах, но босс обладает большим запасом здоровья, большей защитой и большим количеством дополнительных возможностей: следовательно за победу над ним даётся большее количество предметов и очков опыта.

Сюжетные терминалы — на данный момент их 3. Прохождение в одиночку трудное. В отличие от остальных терминалов тут есть цель за выполнение которой даётся дополнительная награда.
За победу над боссом в терминалах (кроме космических) даётся особая валюта — «Осколки куба», но получить её с одного терминала можно только 1 раз в день.

## Персонажи
В игре более 50 игровых персонажей, у каждого из них свои особенности, снаряжение и механика боя. Любой игровой и вспомогательный персонаж достубен либо за «G» (валюта внутри-игрового магазина), либо за «Осколки вечности» (англ. Eternity splinter) — специальную валюту, за которую у особого NPC можно получить героя или напарника, особое снаряжение и редкие ингредиенты для «крафта»
| Игровые персонажи | Игровые персонажи | Игровые персонажи | Игровые персонажи | Игровые персонажи | Игровые персонажи | Игровые персонажи |
| --- | --- | --- | --- | --- | --- | ----------------- |
| - Чёрная пантера - Чёрная вдова - Кабель - Капитан Америка - Колосс - Мистер Фантастик - Магнето - Блэйд - Железный кулак - Женщина-Халк - Зверь | - Циклоп - Сорвиголова - Дэдпул - Эмма Фрост - Гамбит - Псайлок - Веном - Серебряный Сёрфер - Зимний солдат - Человек-лёд | - Призрачный гонщик - Соколиный глаз - Халк - Человек-факел - Железный человек - Невидимая леди - Икс-23 - Доктор Стрэндж - Альтрон - Человек-муравей | - Джин Грей - Лунный рыцарь - Люк Кейдж - Локи - Ночной Змей - Таскмастер - Капитан Марвел - Джаггернаут - Воитель - Электра                     | - Нова - Каратель - Енот Ракета - Алая ведьма - Человек-паук - Звёздный Лорд - Доктор Дум - Мэджик - Китти Прайд - Зелёный гоблин          | - Девушка-белка - Шторм - Существо - Тор - Росомаха - Шельма - Вижен - Чёрная кошка - Анжела - Чёрный Гром             |                   |
| Напарники (Team-Up) | | | | | |                   |
| - Агент Щ.И.Т. - Агент ГИДРЫ - Человек-паук - Мэджик - Огненная звезда - Бета Рэй Билл - Женщина-паук                                            | - Домино - Дракс Разрушитель - Гамора - Грут - Женщина-Халк - Гвен-паук                                                   | - Оса - Хавок - Клеа - Арахна - Малыш Дэдпул - Фил Колсон                                                                                             | - Тор - Мордо - Ртуть - Призрачный гонщик (Робби Рейес) - Санспот - Каратель                                                                     | - Человек-паук (Майлз Моралес) - Джессика Джонс - Карнаж - Архангел - Агент Веном - Доктор Дум                                             | - Спасительница - Дрожь - Агент 13 - Мисс Марвел (Камала Кхан) - Доктор Стрэндж - Сокол                                |                   |
| Остальные персонажи (NPC) | | | | | |                   |
| - Адам Уорлок - Зверь - Бен Урих - Бишоп - Клеа - Плащ - Кинжал - Колин Винг - Доктор Стрэндж - Домино                                           | - Дуп - Человек-дракон - Дум-Дум Дуган - Эдвин Джарвис - Фордж - Грут - Хэнк Пим - Хавок - Г.Е.Р.Б.И. - Хеймдалль         | - Икарис - Невидимая леди - Железный кулак - Джин ДеВулфф - Джессика Джонс - Джимми ВУ - Джокаста - Ка-Зар - Мэдисон Джеффрис - Мэджик                | - Мария Хилл - Мойра МакТаггерт - Мистер Фантастик - Мисти Найт - Лунный рыцарь - Лунная звезда - Морф - Множитель - Ник Фьюри - Северная звезда | - Пеппер Поттс - Фил Колсон - Профессор Икс - Псайлок - Шельма - Серси - Шанна-Дьяволица - Шэрон Картер - Женщина-Халк - Серебряный Соболь | - Спидбол - Женщина-паук - Табита Смит - Валькирия - Вижен - Воитель - Уату Наблюдатель - Чудо-человек - Икс-23 - Юкио |                   |
| Враги и противники | | | | | |                   |
| - Чёрная кошка - Пузырь - Костолом - Меченый - Доктор Дум - Доктор Осьминог - Суртур                                                             | - Дормамму - Электро - Электра - Призрак - Гигант - Горгон - Ящер                                                         | - Зелёный гоблин - Мрачный жнец - Капюшон - Джаггернаут - Кингпин - Курс - Малекит                                                                    | - Леди Смертельный Удар - Живой лазер - Мадам Гидра - Магнето - Мандарин - Злыдень - Человек-обезьяна - Красный Череп                            | - МОДОК - Человек-крот - Пиро - Носорог - Саблезубый - Саурон - Кл’рт                                                                      | - Шокер - Спенсер Смайт - Таскмастер - Жаба - Могильщик - Веном - Уильям Страйкер - Чародей                            |                   |
| Геройские объединения | | | | | |                   |
| - Мстители - Защитники | - Фантастическая четверка                                                                                                 | - Щ.И.Т. | - Люди Икс | - Громовержцы - Рыцари | - Стражи Галактики |                   |
| Объединения противников | | | | | |                   |
| - А.И.М. - Бруды | - Темные эльфы - Ледяные гиганты                                                                                          | - Рука - ГИДРА | - Маджия - Охотник X | - Очистители - Стражи | - Кротоиды |                   |

## Типы снаряжения

### Основное снаряжение
Основное снаряжение персонажа (фактически это броня и оружие). Каждый предмет имеет свой «уровень» (этот показатель не зависит от уровня персонажа). С точки зрения «качества» в игре выделяют 6 типов снаряжения:
- Обычное (название пишется белым) часто встречается в игре его можно «выбить» из любого противника и купить у NPC.
- Улучшенное (название пишется зелёным) довольно часто можно найти в игре его также можно купить у NPC или «выбить» из противника. Также снаряжение этого качества имеет большее количество бонусов чем обычное снаряжение
- Редкое (название пишется синим) сленговое название — Рар (англ. rare — редкий) . Оно встречается реже чем улучшенное. Его сложно «выбить» из обычного противника, но с боссов оно «падает» с большей вероятностью, у него большее количество бонусов чем у улучшенного снаряжения. Также при достаточном уровне «Крафта» его можно улучшить до эпического снаряжения.
- Эпическое (название пишется фиолетовым) — Можно получить улучшив снаряжение редкого типа. Его с довольно малой вероятностью можно выбить из босса или врага (как в случае с редким снаряжением, с боссов оно падает чаще). Также снаряжение этого типа можно «трансформировать» для другого персонажа.
- Космическое (название пишется жёлтым) — падает из боссов, особенно в «космических» терминалах, а также из сундуков. Можно также получить у «крафтеров» в обмен на определенные предметы (награды за задания).
- Уникальные предметы (название пишется коричневым) — Особый вид снаряжения. Падает из боссов или получается у особых NPC в городе в обмен на определенные предметы (награды за задания, обычно ежедневные). Уникальные предметы могут быть как для любого персонажа так и относиться к определённому герою. Снаряжение этого типа можно улучшить до снаряжения этого же типа 40, 50, 60 уровня (уровня игрока), с условием что у исходного предмета более низкий уровень.
  - Особые уникальные предметы  — немного улучшенные уникальные предметы, выдаются только NPC в городе за определенные предметы, которые падают ограниченное время в течение определенного события.

Предельный уровень уникального предмета которым он может обладать при получении — 63. Так же его можно повысить на 3 или 6 уровней, собирая награды в рейдах.

### Кольца
Кольца — это побочное снаряжение персонажа, они увеличивают один или более параметров персонажа. Кольца имеют те же типы качества что и основное снаряжение (кроме обычного).

### Легендарные предметы
Легендарные предметы доступны за особую валюту — «Марки Одина», однако некоторые из них можно сделать у «крафтеров» (для этого необходим «рецепт» предмета, и редкие материалы) или получить во время особых событий. Главная особенность легендарных предметов — это возможность их «прокачки». Повышая ранг (уровень легендарного предмета) можно активировать бонус характеристик персонажа. Чем выше ранг легендарного предмета, тем больше бонусов он даёт.

### Медали
Медали даются за победу над боссами. Набор характеристик данного предмета зависит от побеждённого противника. Медали по типу качества делятся на 3 типа: простые Медали, Медальоны и Космические медальоны

## Отзывы
| Сводный рейтинг | Сводный рейтинг |
| Агрегатор       | Оценка          |
| --------------- | --------------- |
| GameRankings    | 58,56 %         |